# Солоновский сельский совет (Городнянский район)
Солоновский сельский совет (укр. Солонівська сільська рада) — входит в состав
Городнянского района
Черниговской области
Украины.
Административный центр сельского совета находится в 
с. Солоновка
.

## Населённые пункты совета
- с. Солоновка